# L'home a la recerca de sentit
L'home a la recerca de sentit (títol original en alemany Ein Psychologe erlebt das Konzentrationslager) és un llibre escrit pel psiquiatre austríac Viktor Frankl, publicat a Alemanya el 1946. En anglès s'edità amb els títols From Death-Camp to Existentialism el 1959 i Man's Search for Meaning el 1962.
En aquest llibre Viktor Emil Frankl explica la seva experiència dins de diversos camps de concentració creats pels nazis. Aquesta experiència el va portar al descobriment de la logoteràpia.

## Sinopsi
Descriu la manera com va poder sobreviure, vivint en el seu propi ésser cosa que significava una existència nua, sense res. Malgrat que ho va perdre tot i tot el que pagava la pena li ho havien arrabassat. Patí fam, fred i brutalitats. En diverses ocasions va estar a punt de morir i a més va veure la mort al seu voltant.
Tanmateix l'objectiu de Frankl és ajudar les persones a assolir una fortalesa esperançadora sobre la capacitat humana de transcendir les seves dificultats amb dignitat, mitjançant el descobriment d'un sentit per a les seves vides. Quan l'home descobreix la seva veritat convenient i orientadora no només es troba un sentit a la vida, sinó que descobreix què és el que la vida espera d'ell.

## Estructura
El llibre es divideix en dues parts, la primera sobre l'experiència en un camp de concentració que al seu torn es subdivideix en tres fases: la primera tracta de l'internament en el camp, la segona de la seva vida allà i la tercera fase del que va passar després d'ésser alliberat del camp.
En la segona part tracta de conceptes bàsics de la logoteràpia, tècnica psiquiàtrica impulsada per Frankl.

## Edicions
- L'home a la recerca de sentit: el camp de concentració viscut per un psicòleg Barcelona: Edicions 62, 2005 ISBN 84-297-5582-9